# 45-та армія (СРСР)
Со́рок п'я́та а́рмія (45 А) — загальновійськова армія у складі Збройних сил СРСР.

## Командування

### Командувачі
- генерал-майор Баронов К. Ф. (липень — жовтень 1941);
- полковник Харитонов А. О. (жовтень — грудень 1941);
- генерал-майор Новиков В. В. (грудень 1941 — квітень 1942);
- генерал-лейтенант Ремезов Ф. М. (квітень 1942 — до кінця війни).